# Dynamenella nuevitas
Dynamenella nuevitas is een pissebed uit de familie Sphaeromatidae. De wetenschappelijke naam van de soort is voor het eerst geldig gepubliceerd in 1997 door Kensley, Ortiz & Schotte.